# 张维镇
张维镇，是中华人民共和国黑龙江省绥化市北林区下辖的一个乡镇级行政单位。

## 行政区划
张维镇下辖以下地区：
后七村、十村、西十一村、前六村、民祥村、张维村、二村、一村和永勤村。